# Chmelík
Chmelík är en ort i Tjeckien.   Den ligger i regionen Pardubice, i den östra delen av landet, 140 km öster om huvudstaden Prag. Chmelík ligger 451 meter över havet och antalet invånare är 191.
Terrängen runt Chmelík är huvudsakligen platt, men åt sydost är den kuperad. Runt Chmelík är det ganska glesbefolkat, med 38 invånare per kvadratkilometer. Närmaste större samhälle är Svitavy, 9,9 km öster om Chmelík. Trakten runt Chmelík består till största delen av jordbruksmark.